# 1347

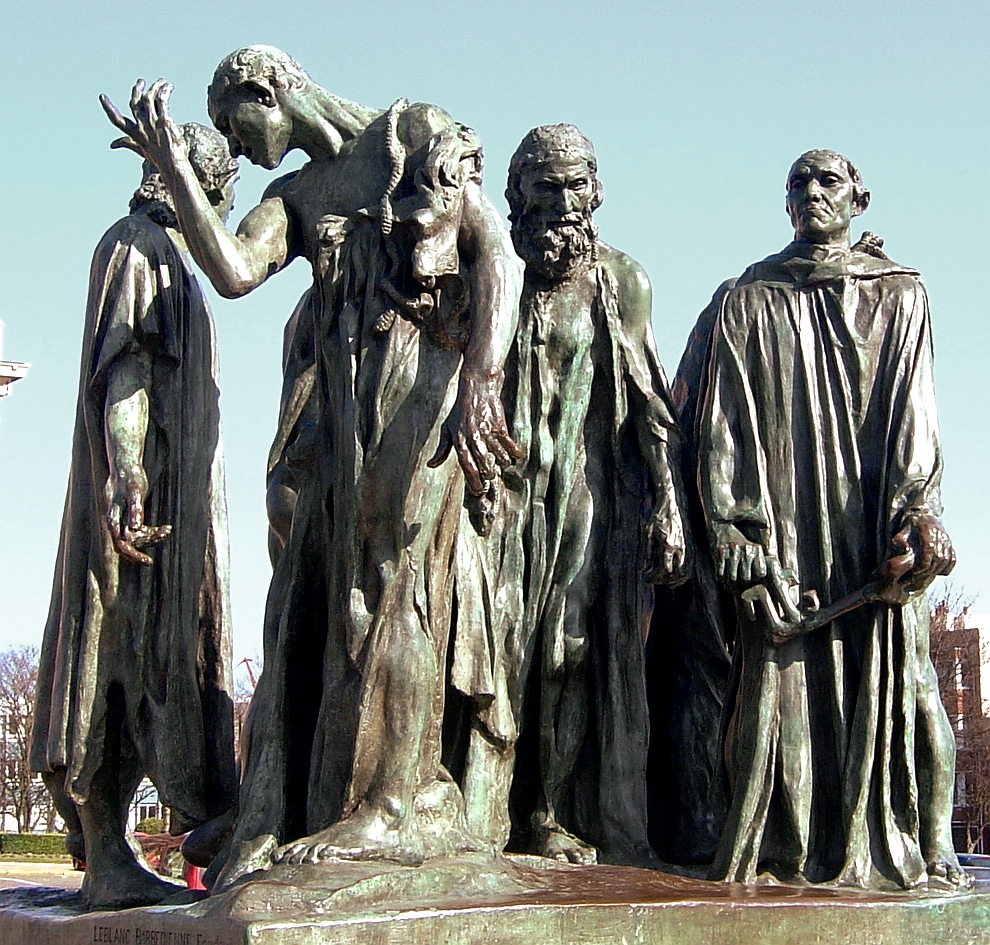
De burgers van Calais (Rodin)

Het jaar 1347 is het 47e jaar in de 14e eeuw volgens de christelijke jaartelling.

## Gebeurtenissen
- maart - Lodewijk van Male, graaf van Vlaanderen, erkent Eduard III van Engeland als koning van Frankrijk en derhalve zijn leenheer, en verlooft zich met diens dochter Isabella van Coucy.
  - april - Lodewijk verbreekt zijn verloving en vlucht naar Frankrijk.
- 20 mei - Een staatsgreep in Rome brengt Cola di Rienzo aan de macht in de post van volkstribuun.
  - december - Cola di Rienzo wordt tot aftreden gedwongen.
- 25 mei - Anholt ontvangt stadsrechten.
- 19-20 juni - Slag bij La Roche-Derrien: De Engelsen onder Thomas Dagworth verslaan de Fransen onder Karel van Blois in de Bretonse Successieoorlog.
- 1 juli - Huwelijk tussen Reinoud III van Gelre en Maria van Brabant.
- juli - Lodewijk van Male trouwt met Margaretha van Brabant.
- 4 augustus - Einde van het Beleg van Calais. De stad Calais geeft zich over aan Eduard III van Engeland nadat de voedselvoorraden uitgeput zijn geraakt.
  - Zes vooraanstaande inwoners van de stad bieden hun leven aan aan Eduard in ruil voor het sparen van de stad, maar op aandringen van zijn vrouw Filippa van Henegouwen spaart Eduard ook hun leven. (zie ook: De Burgers van Calais)
- november - Peter IV van Aragon hertrouwt met Eleonora van Portugal.
- 8 november - Vrede van Catania gesloten tussen het koninkrijk Sicilië en het koninkrijk Napels
- Een Genuees schip komende uit Kaffa komt aan in Messina met pestlijders aan boord. Begin van de epidemie van de Zwarte Dood in Europa.
- Johannes Kantakouzenos roept de hulp in van de Ottomanen in zijn burgeroorlog tegen keizer Johannes V Palaiologos. De Ottomanen komen Constantinopel binnen, en Johannes Kantakouzenos wordt medekeizer.
- Het Land van Valkenburg komt aan de hertog van Brabant.
- Ivo Hélory wordt heilig verklaard.
- oudst bekende vermelding: Raar

## Kunst en literatuur
- Jean de Venette: La Vie des trois Maries

## Opvolging
- Beieren - na de dood van Lodewijk IV verdeeld onder zijn zoons Lodewijk V, Stefanus II, Lodewijk VI, Willem I, Albrecht en Otto V
- Bourgondië (graafschap) - Johanna III opgevolgd door haar kleinzoon Filips I
- patriarch van Constantinopel - Johannes XIV Kalekas opgevolgd door Isidorius I
- Duitsland - Lodewijk de Beier opgevolgd door tegenkoning Karel IV
- Kleef - Diederik IX opgevolgd door Jan
- Megen - Jan II opgevolgd door Willem II
- Sukhothai (Thailand) - Nguanamthom opgevolgd door Lithai
- Urgell - Jacobus I opgevolgd door zijn zoon Peter II

## Afbeeldingen

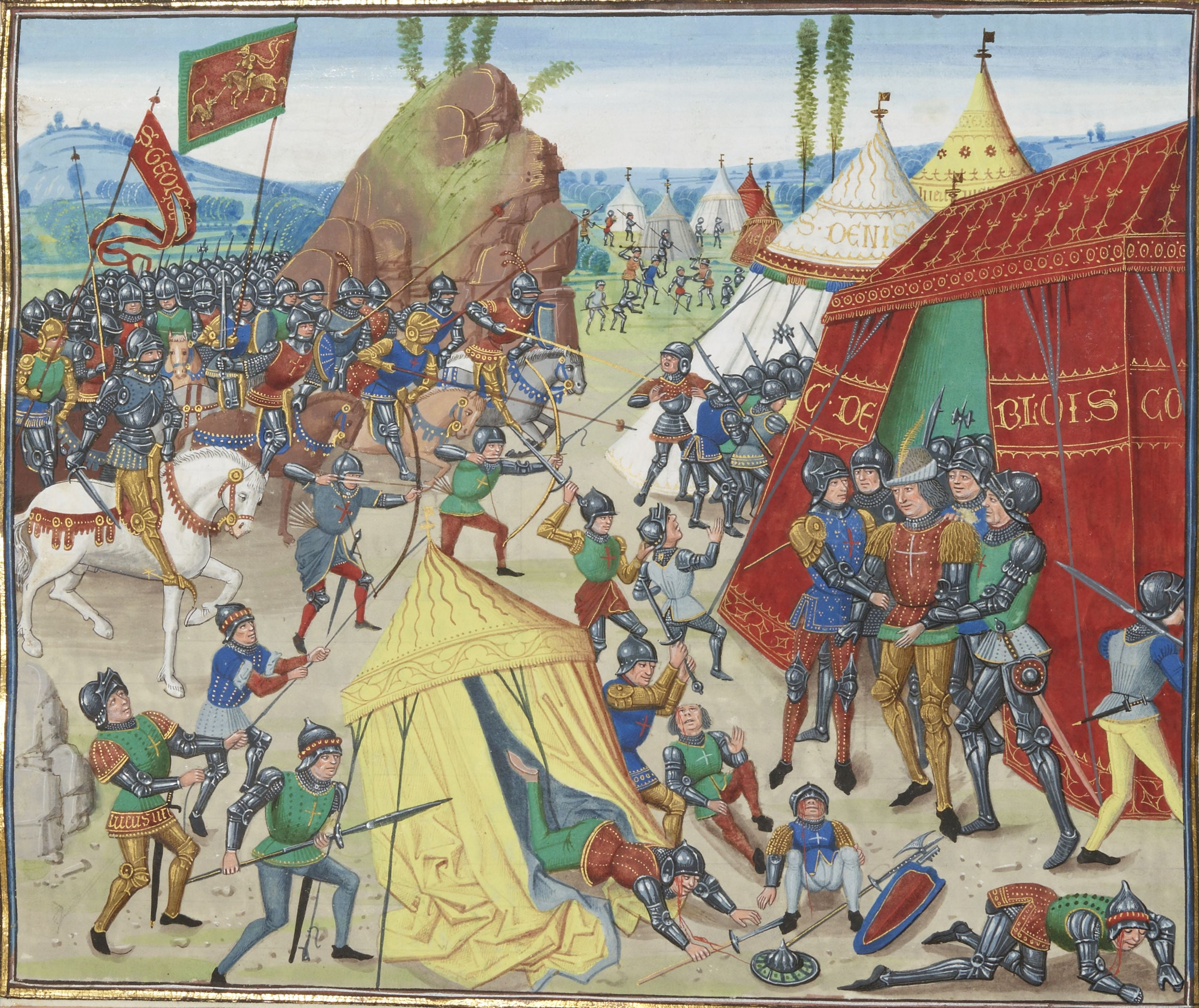
Karel van Blois gevangen genomen na de Slag bij La Roche-Derrien

## Geboren
- 6 februari - Dorothea van Montau, Pruisisch kluizenares
- 25 maart - Catharina van Siena, Italiaans mystica
- 16 oktober - Gian Galeazzo Visconti, hertog van Milaan (1395-1402)
- Go-Kameyama, keizer van Japan (1383-1392)
- John Hastings, Engels edelman
- Lubert Hautscilt, Vlaams abt en wiskundige (jaartal bij benadering)

## Overleden
- 29 april - Maria van Évreux (~16), echtgenote van Peter IV van Aragon
- 21 juli - Hubert II van Culemborg, Utrechts edelman
- 11 oktober - Lodewijk de Beier (65), koning en keizer van Duitsland (1314/1328-1347)
- 15 november - Jacobus I van Urgell (~27), Aragonees edelman
- Adolf II van der Mark, Duits edelman
- Casimir van Koźle, Silezisch edelman
- Flora van Beaulieu, Frans ziekenverzorgster
- Nguanamthom, koning van Sukhothai (1323-1347)
- Willem van Ockham (~58), Engels filosoof